# Peponidium subevenium
Peponidium subevenium är en måreväxtart som först beskrevs av Karl Moritz Schumann, och fick sitt nu gällande namn av Razafim., Lantz och Birgitta Bremer. Peponidium subevenium ingår i släktet Peponidium och familjen måreväxter.
Artens utbredningsområde är Madagaskar. Inga underarter finns listade i Catalogue of Life.